# Guzmán (nombre)
Guzmán es un nombre propio masculino en su versión en español, que seguramente proviene del germánico (gut-mann, hombre bueno). Siendo una de las primeras veces documentada en ser utilizado como nombre propio en la novela Guzmán de Alfarache (1599) de Mateo Alemán, por tanto su utilización como nombre propio ha sido posterior al apellido homónimo Guzmán (apellido), al que puede deber su variación.

## Distribución
Según el INE, a fecha 01/01/2021 en España llevan el nombre de Guzmán: 1.795 hombres, es usado en toda España, principalmente en las provincias de León (0,043%), Burgos (0,039%), Segovia (0,031%) y Asturias (0,030%).

## Variantes
- Gundemaro
- Gutmaro

## Santoral
- 10 de diciembre: San Gutmaro, santo y abad.